# Aymavilles
Aymavilles est une commune italienne alpine de la région Vallée d'Aoste.

## Géographie
Aymavilles se situe à l'entrée du val de Cogne, à une dizaine de kilomètres d'Aoste près de la RN 26 pour Courmayeur et le Tunnel du Mont-Blanc, en face de la commune de Saint-Pierre. Le territoire communal s'étend sur toute la partie basse du val de Cogne, jusqu'aux hameaux Vieyes et Sylvenoire.

Localisation de la commune d'Aymavilles à l'intérieur de la Vallée d'Aoste.

## Monuments et lieux d'intérêt

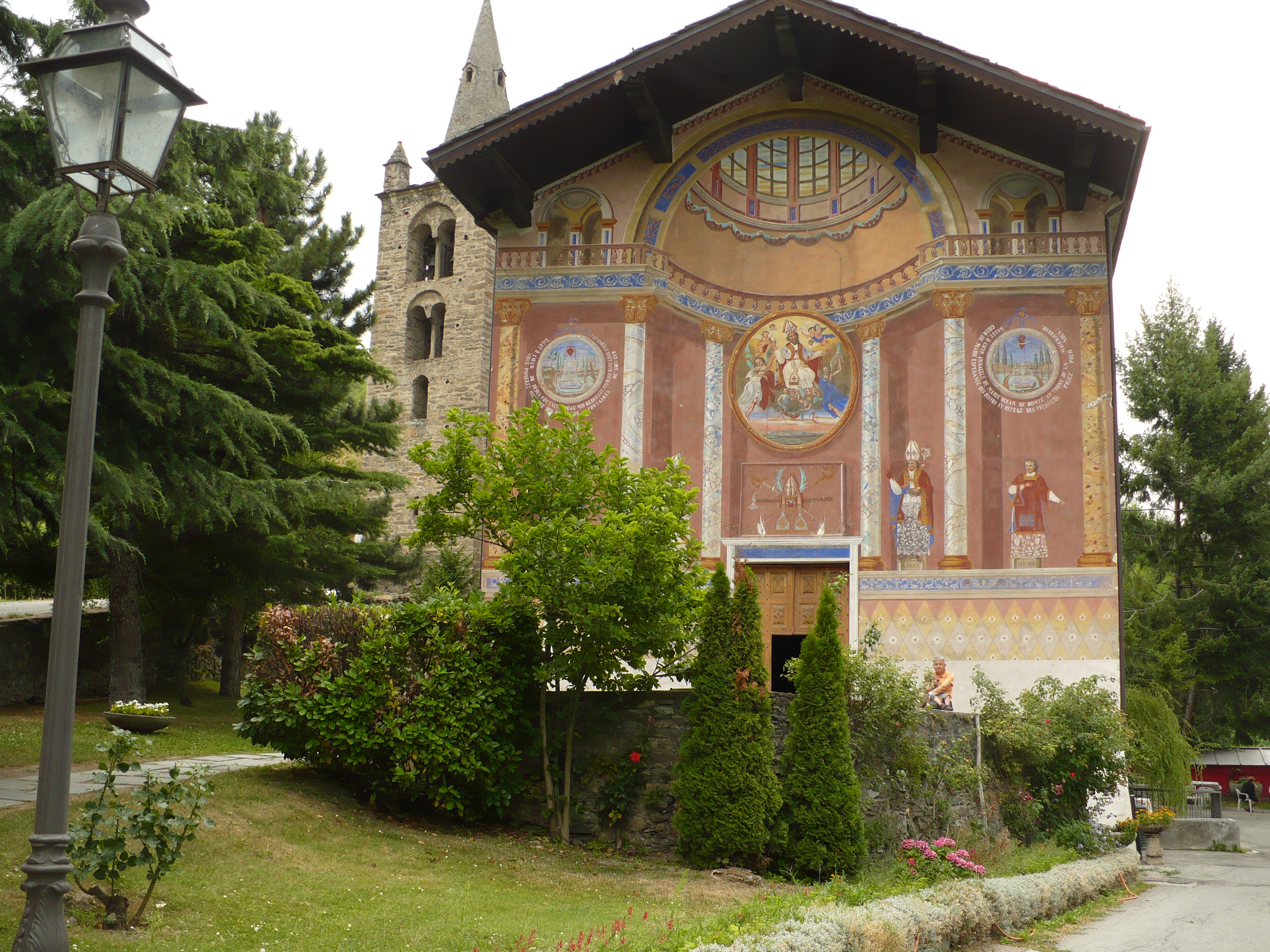
L'église Saint-Léger-d'Autun.

- Près du chef-lieu se trouve le château d'Aymavilles, l'un des plus beaux châteaux de la Vallée d'Aoste ;
- Le Pont d'Aël, pont-aqueduc romain situé près du hameau du même nom à l'embouchure du val de Cogne (voir le lien externe au fond de l'article) ;
- Le territoire d'Aymavilles fut divisé pendant longtemps entre deux paroisses, Saint-Léger et Saint-Martin, qui furent unifiées en 1926 ;
- La maison de l'évêque ou Tornalle, dans le village d'Ozein ;
- Le pont de Chevril, un ancien pont sur la Grand Eyvia, situé le long de la RR 47. Il s'est écroulé le 23 décembre 2011, et constituait l'un des chefs-d'œuvre de l'architecture alpine du val de Cogne. Il avait été projeté par le Corps Royal du Génie civil de Turin en 1865 pour relier Cogne à Aoste. Il représentait une œuvre sans aucun doute remarquable sous le profil de l'ingénierie ;
- Les anciennes mines de Pompiod (à la limite avec la commune de Jovençan) sont aujourd'hui une zone naturelle d'intérêt communautaire où se reproduisent les chauves-souris.

## Personnalités liées à Aymavilles
- Armandine Jérusel - poétesse en patois valdôtain ;
- Joséphine Duc-Teppex - journaliste ;
- Trouveur valdotèn, groupe de musique traditionnelle valdôtaine.

## Associations

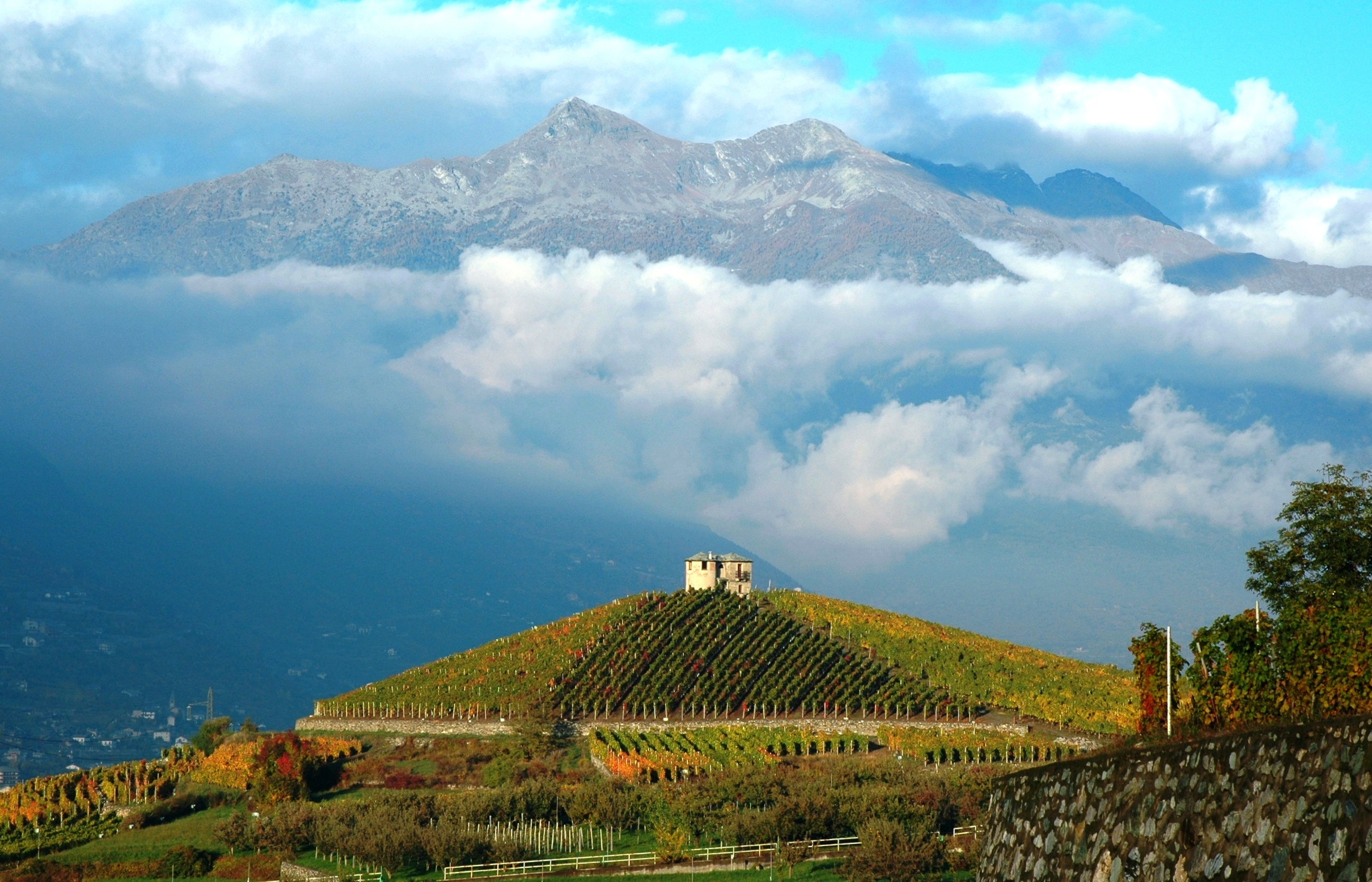
La colline des Crêtes. Au fond, la plaine aostoise et le pic des Viou.

À Aymavilles se situe le siège de la coopérative de viticulteurs Cave des onze communes, regroupant les producteurs des dix communes limitrophes.

## Sport
Dans cette commune se pratiquent la rebatta et le palet, deux des sports traditionnels valdôtains.

## Administration
| Période                                  | Période     | Identité          | Étiquette        | Qualité |
| ---------------------------------------- | ----------- | ----------------- | ---------------- | ------- |
| 9 mai 2005                               | 24 mai 2010 | Fedele Belley     | Union valdôtaine | Syndic  |
| 24 mai 2010                              | En cours    | Luciano Saraillon | Liste civique    | Syndic  |
| Les données manquantes sont à compléter. |             |                   |                  |         |

### Hameaux
Le Bettex, La Camagne, Caouz, Chef-lieu, Cerignan, Le Chabloz, Champagnole, Champessolin, Champlan, Champleval-Dessous, Le Château, Cheriettes, Chevril, Clos-Savin, La Cleyvaz, La Combaz-de-la-Donnaz, Crétaz-Saint-Martin, Le Croux, Le Dialley, La Ferrière, Le Folliex, Le Fournier, Gallièse, Le Géraudey, Le Glassier, Les Léonard, Lillaz, Le Micheley, Le Montbel, Les Moulins, Orsière, Ozein (Le Belley, Le Chantel, Le Dailley, La Charrère, Les Murasses, Pos, Vers-les-Prés, La Ville), Pesse, Pognon, Pompiod, Le Pont-d'Aël, La Poyaz, La Roche, Saint-Léger, Saint-Maurice, Seissogne, Sylvenoire, Tour-d'Allian (Villetos), Turlin (Chanabertaz, Turlin-Dessous, Turlin-Dessus), Les Urbains, Venoir, Vercellod, Vieyes.

### Communes limitrophes
Cogne, Gressan, Jovençan, Saint-Pierre, Sarre, Valsavarenche, Villeneuve

## Galerie de photos

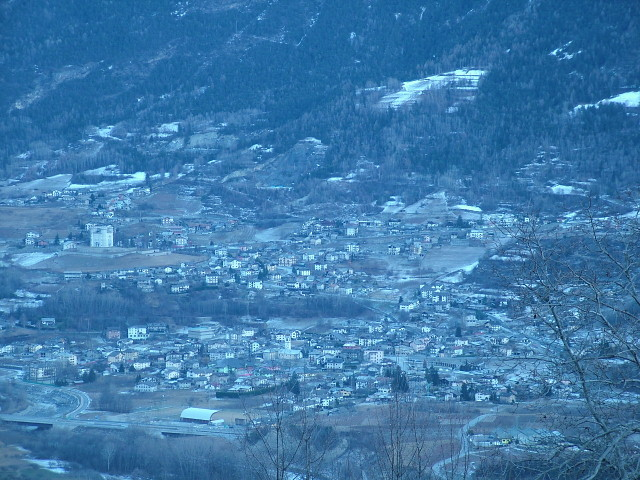
Vue du chef-lieu et des hameaux environnants.
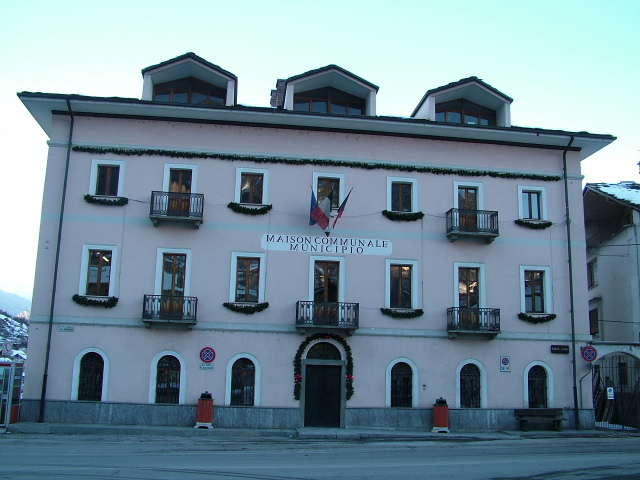
La maison communale.
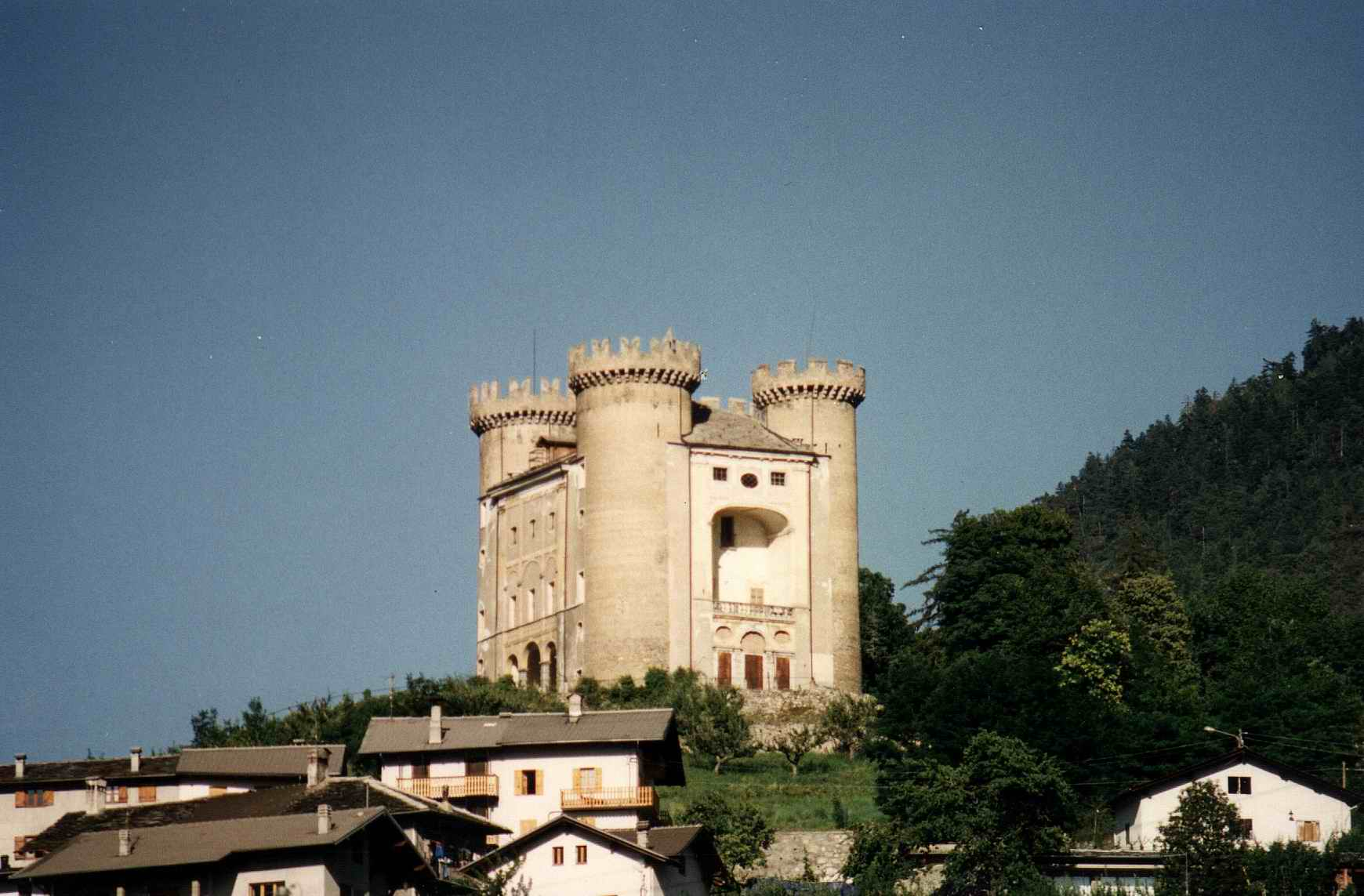
Le château d'Aymavilles.
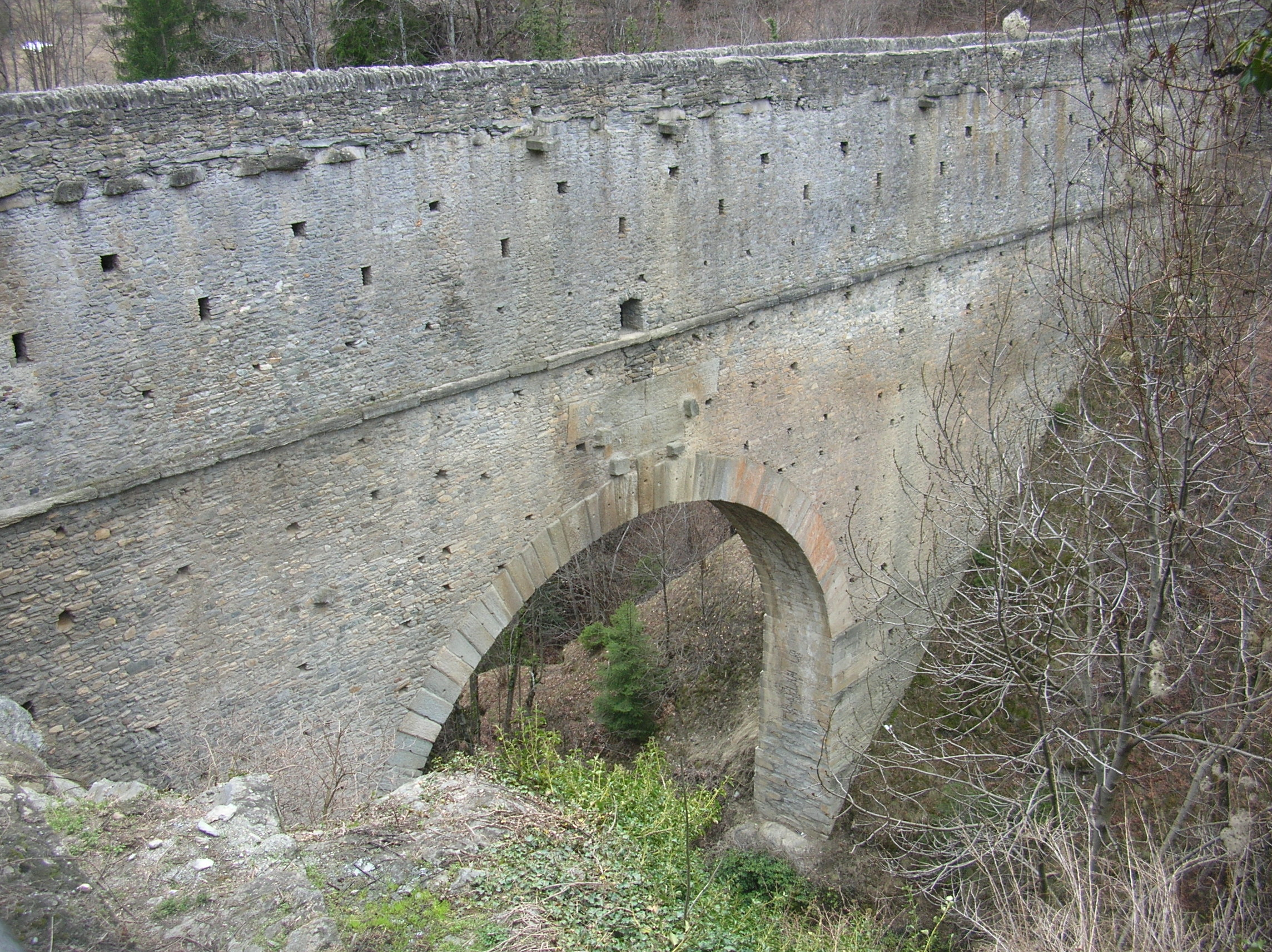
Le Pont d'Aël.
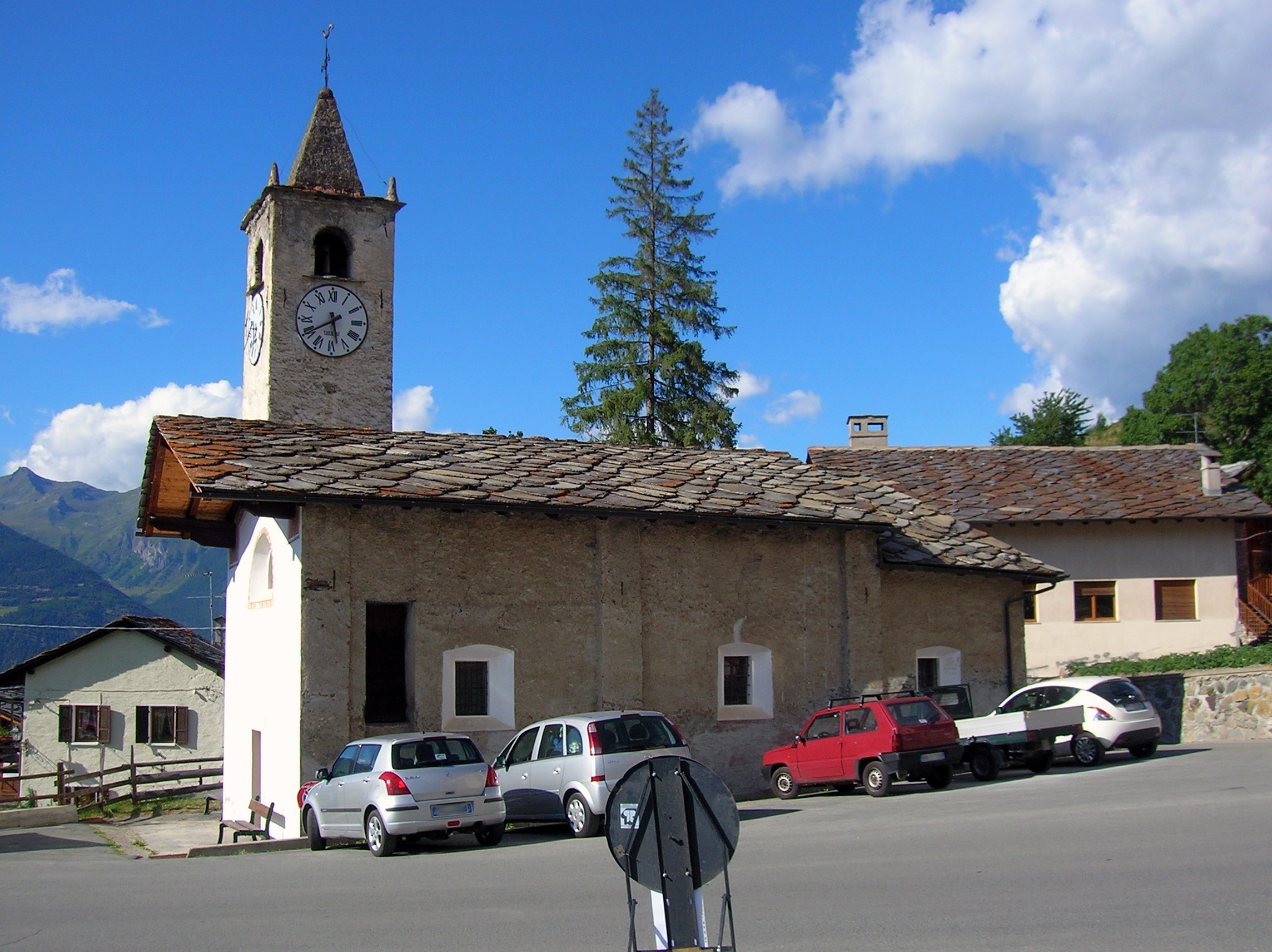
L'église d'Ozein.
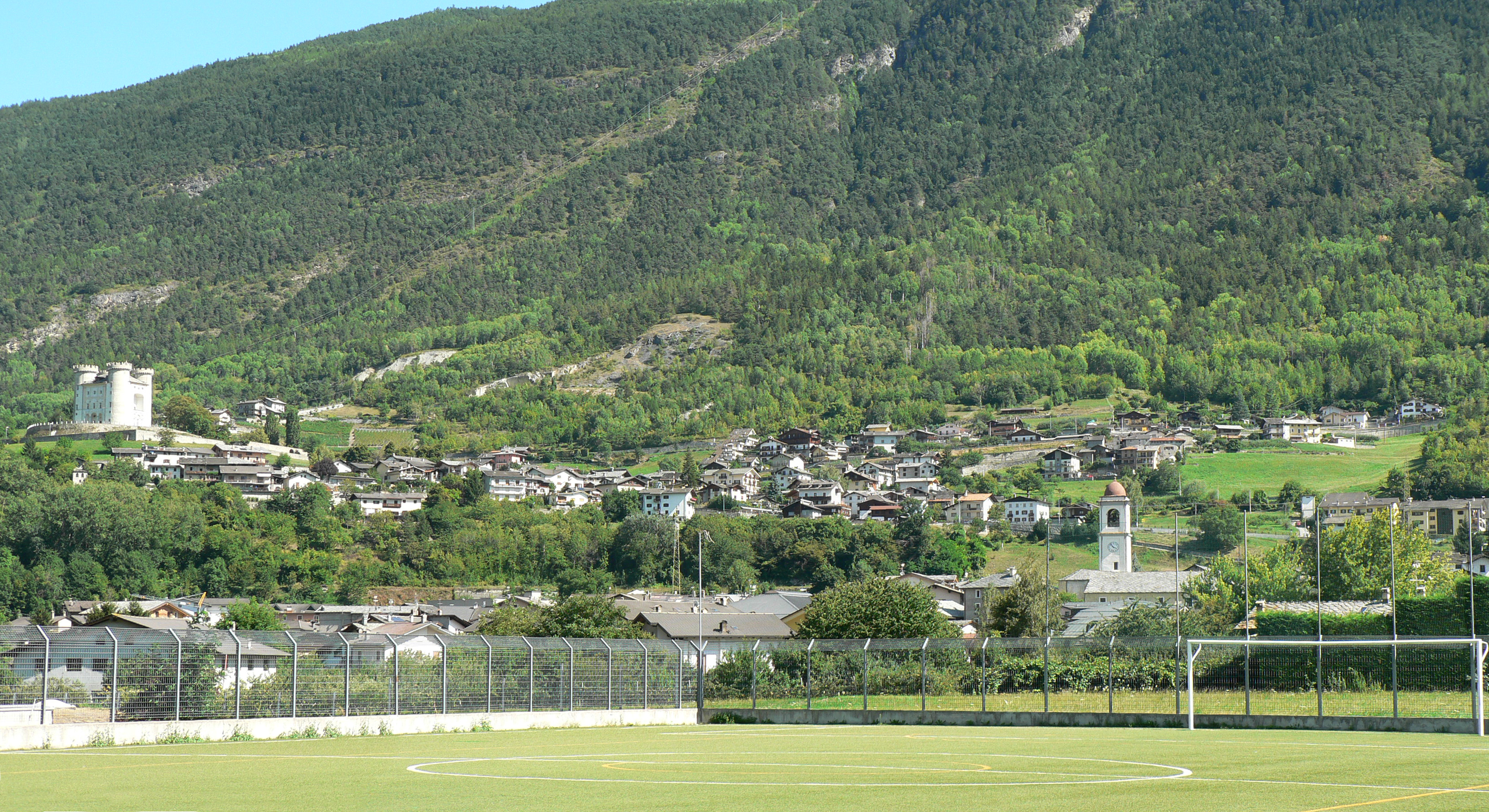
Le terrain de football des Moulins.

### Évolution démographique
Habitants recensés